# Elżbieta Maj
Elżbieta Maj – polska architekt, urbanistka. Projektantka działająca w Radomiu. Badaczka radomskiej architektury. Laureatka wielu nagród urbanistycznych. Żona Zdzisława Maja.

## Życiorys
Ukończyła studia na Wydziale Architektury Politechniki Krakowskiej. Następnie przeniosła się do Radomia, gdzie w latach 60. XX wieku rozpoczęła pracę w Miejskiej Pracowni Urbanistycznej. Od 1975 roku kierowała pracownią ds. planowania miasta. Była głównym lub generalnym projektantem planów zagospodarowania przestrzennego Radomia w latach 1972, 1982 i 1994.
W latach 1994–96 jako członek Społecznego Komitetu Ekorozwoju Radomia prowadziła prace nad problemem „Obniżenie poziomu wód gruntowych i zanik cieków powierzchniowych”.
Członek Radomskiego Towarzystwa Naukowego, rzeczoznawca Towarzystwa Urbanistów Polskich, wykładowca Politechniki Radomskiej (obecne UTH w Radomiu).
Autorka książki „Radom w półwieczu 1960 – 2010. Rozwój przestrzenny” wydanej w 2013 roku przez Radomskie Towarzystwo Naukowe.